# Пандемоніум (роман)
«Пандемоніум» (англ. Pandemonium) — другий роман трилогії про «апокаліпсис нашого часу» американської письменниці Лорен Олівер. Роман написаний в незвичайній формі: протягом всієї розповіді чергуються фрагменти, яким дали назву «Тоді» і «Потім», вони оповідають про пригоди Ліни в різні періоди її життя. Вперше книга була опублікована 28 лютого 2012 року у видавництві HarperTeen і розповідає про те, як головна героїня серіалу досліджує дикі землі за межами обнесеної стінами громади, в якій вона виросла.

## Сюжет
Події розгортаються у світі майбутнього, де любов вважається небезпечним захворюванням і перебуває під забороною.
У першій книзі трилогії Ліна, головна героїня, зустріла хлопця на ім'я Алекс і вирішила кинути виклик суспільству, відстоюючи своє право на кохання. Однак Алекс гине, і Ліні доводиться думати, як жити далі: так, вона втратила кохану людину, але, пізнавши любов, вона не хоче повертатися назад у світ, де немає місця почуттям та емоціям.
Ліна назавжди порвала з минулим, її майбутнє туманне, але вона нарешті змогла вибратися на сволю. Вона намагається позбутися спогадів і думок про Алекса, Хану, про стару школу. Старе життя Ліни померло. Нова Ліна поховала його, залишила за парканом, за стіною з диму та полум'я. Настав час рухатися далі.
Героїня тримає шлях в Дику місцевість, де заборона на почуття не має сили, проте в цьому місці є свої жорстокі закони, яким потрібно підкорятися. Щоб вижити в Дикій місцевості, Ліні необхідно знайти друзів — не просто людей, які разом з нею будуть піклуватися про прожиток, але тих, хто буде заради неї готовий на більше. Можливо, їй навіть вдасться змиритися зі смертю Алекса і знайти нове кохання?
Також Ліні доводиться постійно пам'ятати про те, що набута свобода дуже хистка — у світі люди все ще поділяються на заражених і чистих. Героїня стає дорослішою, сміливішою, впевненішою в собі — адже тепер, коли вона більше не може жити за нав'язаними правилами, їй доведеться боротися за збереження того, що дісталося ціною неймовірних зусиль і жертв.

## Продовження
Роман «Пандемоніум» вийшов в лютому 2012 року. У березні 2013 відбувся вихід завершальної книги трилогії «Деліріум», під заголовком «Реквієм».